# ابن الآدمي
ابن الأدمي (ازدهر في بغداد، حوالي 925)، هو عالم فلك، مسلم عربي، من القرن العاشر الميلادي، كتب عملًا مهمًّا ومؤثرًا عن الزيج، بعد استناده وبحثه من مصادر هندية. الكتاب - المفقود الآن - يستخدم الأساليب الهندية الموجودة في زيج السندهند. يخبرنا مؤرخ القرن الحادي عشر صاعد الأندلسي أن اهتزاز المبادرة المحورية التي أصبحت معروفة لأوروبا، ونُسبت إلى ثابت بن قرة، يمكن العثور عليها بدلًا من ذلك في زيج ابن الأدمي، الذي ربما كان هو نفسه على علم بالنظرية من حفيد ثابت إبراهيم بن سنان. ابن الأدمي هو أيضًا مصدر قصة وصول علم الفلك الهندي إلى بلاط الخليفة المنصور في أوائل سبعينيات القرن الثامن في بغداد. كما يُرجَّح بأنه ابن الفلكي وصانع الأدوات أبو علي الحسين بن محمد الآدمي.